# Jacques Percebois
Jacques Percebois, Professeur émérite à l’Université de Montpellier, dirige le Centre de recherche en économie et droit de l'énergie (CREDEN), équipe spécialisée sur l’énergie.

## Parcours académique
Après avoir obtenu l'agrégation des universités (droit et sciences économiques) et un doctorat d'état ès sciences économiques, diplômé de l'IEP, Jacques Percebois enseigne d'abord à l'université de Grenoble, où il exerce diverses responsabilités : doyen de la faculté des sciences économiques de 1981 à 1982, directeur de l'Institut d'économie et de politique de l'énergie (IEPE) de 1984 à 1988. Il rejoint ensuite l'université de Montpellier 1, en tant que professeur à l'UFR des sciences économiques. Il dirige d'abord le laboratoire Laser (jusqu'à 2010), puis le CREDEN. Il a été directeur de l'UFR d'économie de Montpellier de 1994 à 2004, et est aujourd'hui doyen honoraire. Il intervient également au sein du Master 2 Droit et gouvernance des énergies de la faculté de droit d'Aix-en-Provence.

## Autres activités
Il a été l’un des deux rapporteurs de la Commission « Charpin, Dessus, Pellat » qui a élaboré un rapport sur les perspectives économiques du nucléaire, rapport remis au Premier Ministre en 2000. Il est membre du Conseil Scientifique du Conseil français de l’Énergie et Président du Conseil Scientifique de la Fondation TUCK (IFPEN). Il a fait de nombreuses missions d’enseignement et d’expertise pour la Banque mondiale (EDI), la BEI, l’IEPF, la Commission européenne, les ministères…Il a été Vice-Président de l’IAEE de 2011 à 2012. Il est membre de l’Observatoire d’Entreprises d’EDF, et fut membre du Conseil Scientifique de Gaz de France. Il a été deux fois membre d’un jury d’agrégation de sciences économiques.

## Recherches
Il est l’auteur de plusieurs ouvrages, rapports (dont Gaz et électricité : un enjeu pour l’Europe et pour la France, écrit en 2008 en collaboration avec le professeur Jean-Marie Chevalier pour le compte du Conseil d'analyse économique du Premier Ministre) et articles scientifiques, parus pour beaucoup dans des revues à comité de lecture. L'un de ses ouvrages, écrit avec Jean-Pierre Hansen et préfacé par Marcel Boiteux (avec un avant-propos de Jean Tirole), intitulé Énergie : économie et politiques (Éditions de Boeck, 2010, réédition 2015), a reçu deux prix en 2011, celui de l'Association française de sciences économiques et celui de l'Association française des économistes de l'énergie.

## Honneurs et distinctions
En 2006, il reçoit un « Award for Outstanding Contributions to the Profession of Energy Economics », récompense attribuée chaque année par The International Association for Energy Economics (IAEE).
Depuis le 1er janvier 2015, il est Chevalier de la Légion d'honneur, Officier des Palmes Académiques et titulaire de la Médaille de la Jeunesse et des Sports.

## Filmographie
Jacques Percebois est intervenant dans le film documentaire "Éoliennes: du rêve aux réalités".

## Publications
- Jacques Percebois, Jean-Pierre Hansen, Énergie : économie et politiques, Seconde édition, De Boeck, 2015, 864 p.,  (ISBN 978-2-80418-150-5).
- Christophe Bouneau, Michel Derdevet et Jacques Percebois, Les réseaux électriques au cœur de la civilisation industrielle, Timée Éditions, 2007, 173 p.  (ISBN 978-2-35401-025-6).
- Jacques Aben, Jacques Percebois, Le fardeau de la sécurité : Défense et Finances publiques, Éditions L'Harmattan, 2004, 444 p.  (ISBN 2-7475-6085-6)